# Illum Jacobi
Illum Jacobi (født 31. juli 1977) er en dansk filminstruktør som har instrueret spillefilmen "The Trouble with Nature" (2020), som han også har skrevet manuskript til, sammen med 	Hans Frederik Jacobsen.